# لیتون پارک
لیتون پارک (انگلیسی: Lytton Park) محله ای در تورنتو، انتاریو، کانادا است. این شهر در شهرداری «تورنتوی شمالی» در شهر سابق تورنتو (تورنتوی قدیم) واقع شده‌است.